# 풍극안
풍극안(馮克安; 1949년 9월 18일~2016년 3월 2일)은 홍콩의 영화 배우이자 영화 제작자다.

## 출연 작품

### 영화
- 폴리스 스토리
- 쿵푸 허슬 - 고금연주 암살자 2 역
- 엽문 2 - 정 사부 역
- 타이치0 3D
- 마영정: 상해야인시대
- 절대쌍교

### 드라마
- 강호야우십년등